# Menjamel collgroc
El menjamel collgroc (Manorina flavigula) és una espècie d'ocell de la família dels melifàgids (Meliphagidae) que habita boscos àrids de la major part d'Austràlia. Absent de la costa oriental i Tasmània.